# David McIntyre
David John McIntyre (* 4. Februar 1987 in Oakville, Ontario) ist ein ehemaliger kanadischer Eishockeyspieler, der im Verlauf seiner aktiven Karriere zwischen 2006 und 2024 unter anderem über 300 Spiele in der American Hockey League (AHL) und annähernd 200 Partien in der Schweizer National League auf der Position des Stürmers bestritten hat. Zudem absolvierte McIntyre auch sieben Begegnungen für die Minnesota Wild in der National Hockey League (NHL).

## Karriere

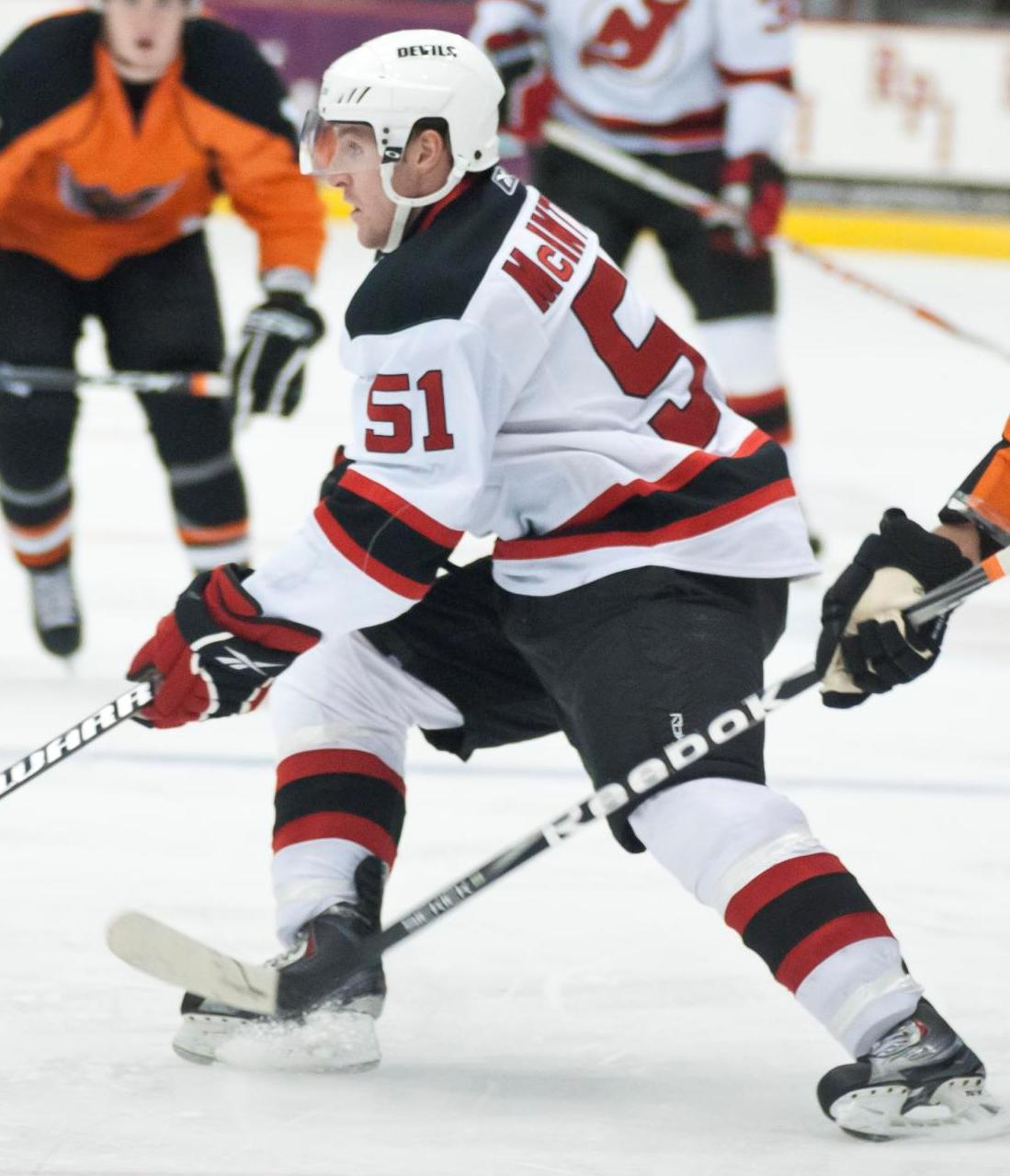
McIntyre im Trikot der Albany Devils (2011)

McIntyre wuchs im Dorf Pefferlaw in Ontario am Lake Simcoe, etwa 70 Kilometer nördlich von Toronto, auf. In seiner Jugend spielte er für den York Simcoe Express, wo später auch bekannte Namen wie Connor McDavid oder Sam Bennett aktiv waren. McIntyres Karriere begann mit zwei respektablen Spielzeiten in der Ontario Junior Hockey League (OJHL) bei den Newmarket Hurricanes, weshalb in der Folge Scouts der Dallas Stars aus der National Hockey League (NHL) auf den Teenager aufmerksam wurden. Im NHL Entry Draft 2006 wurde er von den Texanern in der fünften Runde an der 138. Stelle ausgewählt. Für einen kanadischen Spieler eher unüblich, entschied sich McIntyre gegen eine Karriere in den einheimischen Juniorenligen und schrieb sich an der Colgate University im Bundesstaat New York ein, um dort parallel zum Studium in der ECAC Hockey, einer Division der National Collegiate Athletic Association (NCAA), zu spielen. In den vier Jahren an der Universität tauchte er mehrmals in den All-Star-Teams der Liga auf und wurde zum Führungsspieler seiner Mannschaft. Nach dem Ende des Studiums in Wirtschaftswissenschaften, das er im Frühjahr 2010 erfolgreich abgeschlossen hatte, war der Angriffsspieler inzwischen in der Organisation der New Jersey Devils gelandet, nachdem er zuvor von den Dallas Stars für Brian Sutherby an die Anaheim Ducks abgegeben worden war. Die Kalifornier wiederum tauschten ihn gegen Sheldon Brookbank von den Devils.
Im März 2010 debütierte McIntyre schließlich für das Farmteam, den Lowell Devils, in der American Hockey League (AHL). Es folgte eine erste vollständige Saison bei den Devils, die mittlerweile nach Albany umgesiedelt waren. Im Juni 2011 sicherte sich die Organisation der Minnesota Wild im Tausch gegen Maxim Noreau die Rechte an dem Kanadier. Erste Spiele für das Farmteam, den Houston Aeros verliefen erfolgreich und so wurde er für sieben Spiele in das NHL-Franchise berufen. Gegen Jaroslav Halák und den St. Louis Blues erzielte McIntyre sein erstes und bislang einziges Tor in der nordamerikanischen Eliteklasse. In den folgenden Jahren konnte er sich weder bei den Wild, noch über die Grand Rapids Griffins für weitere Einsätze in der NHL empfehlen. Seine Karriere in Nordamerika stagnierte und McIntyre entschloss sich für einen Wechsel in die defensivgeprägte finnische Liiga, wo seine Fähigkeiten als Zwei-Wege-Stürmer besser zur Geltung kommen sollten.
Beim Durchschnittsteam Saimaan Pallo ließ er einer guten ersten Saison eine starke zweite Spielzeit folgen. In der Scorerwertung belegte er den zweiten Platz und war gemeinsam mit Chad Rau einer der entscheidenden Faktoren für das gute Abschneiden der Mannschaft. Bereits in der Vorbereitung der Saison 2014/15 wurde der EV Zug bei einem Spiel der Champions Hockey League auf den defensivstarken Angreifer aufmerksam, als er beim Duell mit der Mannschaft aus der Zentralschweiz zum Spieler des Spiels gekürt wurde und das Siegtor erzielte. Im April 2016 gab der EV Zug schließlich den Wechsel des Stürmer für vorerst zwei Jahre in die National League A (NLA) bekannt. In der ersten Saison avancierte der Kanadier zu einem der stärksten Spieler der Mannschaft und der Liga. Vor allem mit seinen teils herausragenden Leistungen in den Playoffs führte er seine Mannschaft bis ins Meisterschaftsfinale.
Im Dezember 2017 erzielte er beim abermaligen Gewinn der kanadischen Auswahl beim Spengler Cup einen Treffer im Endspiel. Im Dezember 2019 löste er seinen Vertrag mit dem EV Zug auf und wechselte zum HC Lugano. Dort stand er bis zum Ende der Saison 2019/20 unter Vertrag und war anschließend ohne Verein. Erst im Dezember 2020 erhielt er einen Vertrag vom EC Red Bull Salzburg in der multinationalen ICE Hockey League (ICEHL). Für die Roten Bullen sammelte er 19 Scorerpunkte in 41 Partien, ehe er im Mai 2021 zu SaiPa zurückkehrte. Nach einem halben Jahr beim finnischen Klub wechselte der Kanadier im Januar 2022 zu den Kölner Haien aus der Deutsche Eishockey Liga (DEL), bei denen er nach der Saison 2023/24 seine aktive Karriere im Alter von 37 Jahren im März 2024 beendete.

## Spielweise
David McIntyre gilt als ein schneller Skater, der eine gute Übersicht hat und das Spiel lesen kann. Er ist ein mannschaftsdienlicher Spieler, der erst versucht einen besser positionierten Mitspieler zu finden, bevor er selber den Abschluss sucht. Für einen Zwei-Wege-Stürmer ist sein Defensivspiel jedoch noch ausbaufähig, da er sich in den letzten Jahren vor allem auf seine Offensivqualitäten fokussiert hat.

## Erfolge und Auszeichnungen
| - 2008 ECAC All-Academic Team - 2009 ECAC All-Academic Team - 2009 ECAC First All-Star Team - 2009 NCAA East First All-American Team - 2010 ECAC All-Academic Team | - 2010 ECAC Second All-Star Team - 2016 Spengler-Cup-Gewinn mit dem Team Canada - 2017 Schweizer Vizemeister mit dem EV Zug - 2017 Spengler-Cup-Gewinn mit dem Team Canada - 2019 Schweizer Cupsieger mit dem EV Zug |

## Karrierestatistik

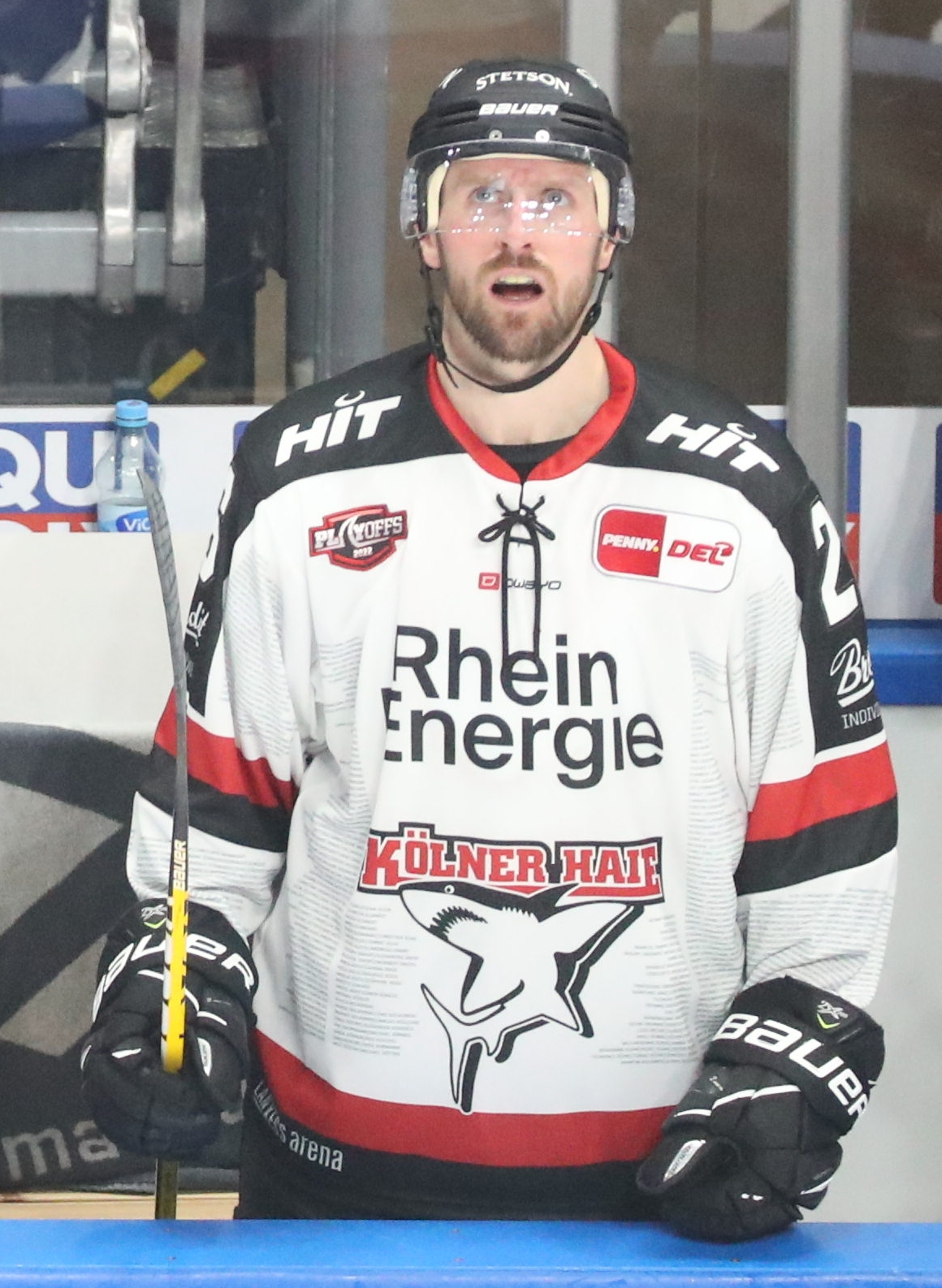
McIntyre als Spieler der Kölner Haie (2022)

(Legende zur Spielerstatistik: Sp oder GP = absolvierte Spiele; T oder G = erzielte Tore; V oder A = erzielte Assists; Pkt oder Pts = erzielte Scorerpunkte; SM oder PIM = erhaltene Strafminuten; +/− = Plus/Minus-Bilanz; PP = erzielte Überzahltore; SH = erzielte Unterzahltore; GW = erzielte Siegtore; 1 Play-downs/Relegation; Kursiv: Statistik nicht vollständig)